# RNF4
RNF4 (англ. Ring finger protein 4) – білок, який кодується однойменним геном, розташованим у людей на короткому плечі 4-ї хромосоми.  Довжина поліпептидного ланцюга білка становить 190 амінокислот, а молекулярна маса — 21 319.
| 10         |  | 20         |  | 30         |  | 40         |  | 50         |
| ---------- |  | ---------- |  | ---------- |  | ---------- |  | ---------- |
| MSTRKRRGGA |  | INSRQAQKRT |  | REATSTPEIS |  | LEAEPIELVE |  | TAGDEIVDLT |
| CESLEPVVVD |  | LTHNDSVVIV |  | DERRRPRRNA |  | RRLPQDHADS |  | CVVSSDDEEL |
| SRDRDVYVTT |  | HTPRNARDEG |  | ATGLRPSGTV |  | SCPICMDGYS |  | EIVQNGRLIV |
| STECGHVFCS |  | QCLRDSLKNA |  | NTCPTCRKKI |  | NHKRYHPIYI |  |            |

A: Аланін

C: Цистеїн

D: Аспарагінова кислота

E: Глутамінова кислота

F: Фенілаланін

G: Гліцин

H: Гістидин

I: Ізолейцин

K: Лізин

L: Лейцин

M: Метіонін

N: Аспарагін

P: Пролін

Q: Глутамін

R: Аргінін

S: Серин

T: Треонін

V: Валін

Кодований геном білок за функціями належить до трансфераз, активаторів, фосфопротеїнів. 
Задіяний у таких біологічних процесах як транскрипція, регуляція транскрипції, убіквітинування білків, альтернативний сплайсинг. 
Білок має сайт для зв'язування з іонами металів, іоном цинку, ДНК. 
Локалізований у цитоплазмі, ядрі.